# Hiroaki Samura
Hiroaki Samura (jap. 沙村 広明, Samura Hiroaki; * 17. Februar 1970 in der Präfektur Chiba, Japan) ist ein japanischer Mangaka, der durch den Seinen-Manga Blade of the Immortal Bekanntheit erlangte.

## Leben
Hiroaki Samura ist nicht verheiratet und hat eine Schwester. Nachdem er an derselben Kunstschule wie Kei Toume (Das Lied der Lämmer) studierte, nahm er an einem Wettbewerb des Manga-Magazins Afternoon teil. 1993 machte er sein Debüt als Manga-Zeichner mit seiner ersten und gleichzeitig erfolgreichsten Serie Blade of the Immortal. Während Blade of the Immortal ein ernster Manga über Samurais ist, erzählt er in der Kurzgeschichtensammlung Ohikkoshi Geschichten, die in einer modernen Zeit spielen. Zudem zeichnete er mehrere Kurzgeschichten für das alternative Magazin Manga Erotics F. Neben dem Zeichnen von Manga ist er als Illustrator tätig.
Samura ist der Meinung, seine Leser bräuchten nicht viel über ihn zu wissen, denn es gehe um die Kunst, nicht um den Künstler.
1997 erhielt er für Blade of the Immortal den Media Arts Award.

## Werke
- Blade of the Immortal (無限の住人, Mugen no Jūnin, 1993–2012, 30 Bände)
- Blood of a Thousand (1997, Artbook)
- Love of the Brute (人でなしの恋, Hitodenasi no Koi, 1998 Artbook)
- Ohikkoshi (おひっこし, 2001–2002, Kurzgeschichtenband)
- Bradherley no Basha (ブラッドハーレーの馬車, 2005–2007, 1 Band)
- Halcyon Lunch (2008–2011, 2 Bände)
- Emerald (2009, 1 Band)
- Die Wergelder (2011, 1 Band)
- Harukaze no Snegurochka (春風のスネグラチカ, 2013–2014, 1 Band)
- Gensō Gynaecocracy (幻想ギネコクラシー, 2014, 1 Band)
- Nami yo Kiitekure (波よ聞いてくれ, seit 2014)